# Rafael Eduardo Costa
Rafael Eduardo Costa (Araras, 19 gennaio 1991) è un calciatore brasiliano, centrocampista dell'União São João.